# Eois albigirisea
Eois albigirisea är en fjärilsart som beskrevs av Paul Dognin 1913. Eois albigirisea ingår i släktet Eois och familjen mätare. Inga underarter finns listade i Catalogue of Life.